# Karate ai Giochi mondiali 2022 - Kumite 84 maschile
La gara di kumite -84kg maschile di Karate ai Giochi mondiali 2022 si è svolta il 9 luglio 2022 a Birmingham.

## Risultati

#### Gruppo A
| Pos | Atleta            | G | W | L | PF | PA | PD | Pts |
| --- | ----------------- | - | - | - | -- | -- | -- | --- |
| 1   | Ivan Kvesić       | 3 | 2 | 1 | 16 | 9  | +7 | 4   |
| 2   | Kamran Madani     | 3 | 2 | 1 | 9  | 10 | −1 | 4   |
| 3   | Fabián Huaiquimán | 3 | 1 | 2 | 10 | 12 | −2 | 2   |
| 4   | Jessie Da Costa   | 3 | 1 | 2 | 10 | 14 | −4 | 2   |

#### Gruppo B
| Pos | Atleta           | G | W | L | PF | PA | PD | Pts |
| --- | ---------------- | - | - | - | -- | -- | -- | --- |
| 1   | Youssef Badawy   | 2 | 2 | 0 | 6  | 0  | +6 | 4   |
| 2   | Nabil Ech-chaabi | 2 | 1 | 1 | 3  | 7  | −4 | 2   |
| 3   | Brian Timmermans | 2 | 0 | 2 | 2  | 4  | −2 | 0   |

### Fase finale
|  | Semifinale       | Semifinale       | Semifinale     |                |                  | Finale            | Finale            | Finale            |  |
|  |                  |                  |                |                |                  |                   |                   |                   |  |
|  | Kamran Madani    | Kamran Madani    | 2              |                |                  |                   |                   |                   |  |
|  | Kamran Madani    | Kamran Madani    | 2              |                |                  |                   |                   |                   |  |
|  | Nabil Ech-chaabi | Nabil Ech-chaabi | 5              |                |                  |                   |                   |                   |  |
|  | Nabil Ech-chaabi | Nabil Ech-chaabi | 5              |                | Nabil Ech-chaabi | Nabil Ech-chaabi  | 6                 |                   |  |
|  |                  |                  |                |                | Nabil Ech-chaabi | Nabil Ech-chaabi  | 6                 |                   |  |
|  |                  |                  | Youssef Badawy | Youssef Badawy | 6                |                   |                   |                   |  |
|  | Youssef Badawy   | Youssef Badawy   | Youssef Badawy | Youssef Badawy | 6                | 4                 |                   |                   |  |
|  | Youssef Badawy   | Youssef Badawy   |                |                |                  | 4                 |                   |                   |  |
|  | Ivan Kvesić      | Ivan Kvesić      | 4              |                |                  | Finalina 3º posto | Finalina 3º posto | Finalina 3º posto |  |
|  | Ivan Kvesić      | Ivan Kvesić      | 4              |                |                  |                   |                   |                   |  |
|  |                  |                  |                |                |                  |                   |                   |                   |  |
|  |                  |                  |                |                |                  | Kamran Madani     | Kamran Madani     | 4                 |  |
|  |                  |                  |                |                |                  | Kamran Madani     | Kamran Madani     | 4                 |  |
|  |                  |                  |                |                |                  | Ivan Kvesić       | Ivan Kvesić       | 0                 |  |